# Альядьер, Жереми
Жереми́ Альядье́р(фр. Jérémie Aliadière; род. 30 марта 1983, Рамбуйе, Ивелин, Франция) — французский футболист, нападающий.

## Карьера

### Клубная
Жереми Альядьер начинал карьеру игрока в «Клерфонтене». В 1999 году оказался в системе подготовки лондонского «Арсенала». В Премьер-лиге форвард дебютировал 23 февраля 2002 года в матче против «Фулхэма», заменив Тьерри Анри на 81-й минуте встречи
.
Первый гол за канониров Альядьер забил 27 августа того же года в ворота «Вест Бромвича» после передачи с фланга, выполненной Анри.
В следующем сезоне Альядьер дебютировал в Лиге чемпионов. Нападающий заменил на поле Тьерри Анри на 89-й минуте матча группового этапа против «Интернационале».
В Премьер-лиге сезона 2003/04 французский форвард не провёл ни одного полного матча и голов не забивал, зато четырежды отправлял мяч в ворота соперников в четырёх сыгранных кубковых матчах (по 1 голу в ворота «Ротерема» и «Вест Бромвича» и 2 — «Вулверхэмптону»).
Следующем сезоне Альядьер принял участие лишь в 7 матчах «Арсенала», отыграв за команду в общей сложности 80 минут, и перед сезоном 2005/06 был отправлен в аренду в «Селтик». В расположении шотландского клуба нападающий находился до 23 августа 2005 года и за это время принял участие лишь в 2 матчах квалификационного раунда Лиги чемпионов против словацкой «Артмедии»
.
С августа 2005 по январь 2006 года Жереми Альядьер выступал за «Вест Хэм Юнайтед». Впервые сыграл за «Вест Хэм» 27 августа 2005 года в матче с «Болтоном»
.
Всего форвард сыграл в составе «молотобойцев» 7 матчей.
Во второй половине сезона 2005/06 Альядьер также на правах аренды выступал за «Вулверхэмптон Уондерерс» в Чемпионшипе. Дебютировал 7 февраля 2006 года в матче против «Сток Сити».
25 февраля нападающий забил первый из 2 своих голов за «волков» (в ворота Боаза Майхилла из «Халл Сити»).
Вернувшись в «Арсенал», Жереми Альядьер провёл за команду ещё 23 матча в сезоне 2006/07, после чего перешёл в «Мидлсбро». Впервые сыграл в составе «Боро» 11 августа 2007 года в матче с «Блэкберном», а 27 октября забил дебютный гол за команду (в ворота «Манчестер Юнайтед»). Всего француз провёл в «Мидлсбро» 3 сезона, последний из которых — в Чемпионшипе, и летом 2010 года стал свободным агентом.
Сезон 2010/11 форвард пропустил, а летом 2011 года подписал контракт с французским клубом «Лорьян». Провёл первый матч за «мерлузовых» 6 августа 2011 года против «Пари Сен-Жермен», заменив за 20 минут до конца матча Кевина Монне-Паке
.
17 сентября того же года Альядьер с передач Монне-Паке и Жуффре забил 2 гола в ворота «Сент-Этьена».
В матче против «Ренна», состоявшемся 16 октября 2011 года, нападающий получил разрыв четырёхглавой мышцы бедра, из за которого пропустил бо́льшую часть остававшихся матчей сезона
.

### В сборной
За молодёжную сборную Франции Жереми Альядьер провёл 7 матчей, в которых забил 1 гол. К матчам первой сборной не привлекался.

## Достижения
«Арсенал»
- Чемпион Англии (2): 2001/02, 2003/04
- Обладатель Суперкубка Англии: 2004
- Обладатель Кубка Англии: 2004/05
- Финалист Кубка лиги: 2006/07

## Статистика
| Выступление               | Выступление              | Выступление      | Лига | Лига | Кубок | Кубок | Еврокубки | Еврокубки | Итого | Итого |
| Клуб                      | Лига                     | Сезон            | Игры | Голы | Игры  | Голы  | Игры      | Голы      | Игры  | Голы  |
| ------------------------- | ------------------------ | ---------------- | ---- | ---- | ----- | ----- | --------- | --------- | ----- | ----- |
| Арсенал                   | Английская Премьер-лига  | 2001/02          | 1    | 0    | 2     | 0     | —         | —         | 3     | 0     |
| Арсенал                   | Английская Премьер-лига  | 2002/03          | 3    | 1    | —     | —     | —         | —         | 3     | 1     |
| Арсенал                   | Английская Премьер-лига  | 2003/04          | 10   | 0    | 4     | 4     | 1         | 0         | 15    | 4     |
| Арсенал                   | Английская Премьер-лига  | 2004/05          | 4    | 0    | 3     | 0     | —         | —         | 7     | 0     |
| Арсенал                   | Английская Премьер-лига  | 2006/07          | 11   | 0    | 10    | 4     | 2         | 0         | 23    | 4     |
| Арсенал                   | Итого                    | Итого            | 29   | 1    | 19    | 8     | 3         | 0         | 51    | 9     |
| → Селтик                  | Шотландская Премьер-лига | 2005/06          | 0    | 0    | —     | —     | 2         | 0         | 2     | 0     |
| → Селтик                  | Итого                    | Итого            | 0    | 0    | —     | —     | 2         | 0         | 2     | 0     |
| → Вест Хэм Юнайтед        | Английская Премьер-лига  | 2005/06          | 7    | 0    | 1     | 0     | —         | —         | 8     | 0     |
| → Вест Хэм Юнайтед        | Итого                    | Итого            | 7    | 0    | 1     | 0     | —         | —         | 8     | 0     |
| → Вулверхэмптон Уондерерс | Чемпионшип               | 2005/06          | 14   | 2    | —     | —     | —         | —         | 14    | 2     |
| → Вулверхэмптон Уондерерс | Итого                    | Итого            | 14   | 2    | —     | —     | —         | —         | 14    | 2     |
| Мидлсбро                  | Английская Премьер-лига  | 2007/08          | 29   | 5    | 2     | 0     | —         | —         | 31    | 5     |
| Мидлсбро                  | Английская Премьер-лига  | 2008/09          | 29   | 2    | 5     | 1     | —         | —         | 34    | 3     |
| Мидлсбро                  | Английская Премьер-лига  | 2009/10          | 20   | 4    | 1     | 0     | —         | —         | 21    | 4     |
| Мидлсбро                  | Итого                    | Итого            | 78   | 11   | 8     | 1     | —         | —         | 86    | 12    |
| Лорьян                    | Лига 1                   | 2011/12          | 18   | 2    | 1     | 2     | —         | —         | 19    | 4     |
| Лорьян                    | Лига 1                   | 2012/13          | 31   | 15   | 5     | 4     | —         | —         | 36    | 19    |
| Лорьян                    | Лига 1                   | 2013/14          | 27   | 8    | 1     | 0     | —         | —         | 28    | 8     |
| Лорьян                    | Итого                    | Итого            | 76   | 25   | 7     | 6     | —         | —         | 83    | 31    |
| Умм-Салаль                | Лига звёзд Катара        | 2014/15          | 24   | 6    | —     | —     | —         | —         | 24    | 6     |
| Умм-Салаль                | Лига звёзд Катара        | 2015/16          | 13   | 3    | —     | —     | —         | —         | 13    | 3     |
| Умм-Салаль                | Итого                    | Итого            | 37   | 9    | —     | —     | —         | —         | 37    | 9     |
| Лорьян                    | Лига 1                   | 2016/17          | 13   | 1    | 4     | 1     | —         | —         | 17    | 2     |
| Лорьян                    | Итого                    | Итого            | 13   | 1    | 4     | 1     | —         | —         | 17    | 2     |
| Всего за карьеру          | Всего за карьеру         | Всего за карьеру | 254  | 49   | 39    | 16    | 5         | 0         | 298   | 65    |